# NGG
NGGとは遺伝子編集技術であるCRISPR-Cas9システムにおいてSpCAS9が認識するDNA上の塩基配列のことである。PAM配列。
Nは任意の塩基、Gはグアニンのことである。
概要
CRISPR-Cas9 システムではDNA に二本鎖切断(DSBs) を導入する必要がある。
まず、CRISPR-Cas9システムでは、対象となるPAM配列に基づいてgRNAを設計する。
設計されたgRNAとCas9タンパク質を合成し、細胞などに注入する。
その際に、Cas9タンパクはPAM配列であるNGGを認識して、二本鎖切断を行う。
NGG配列はターゲット領域以外にも複数あるため、ターゲット以外の領域で切断が行われてします恐れもある。(オフターゲット作用)